# (2061) Anza
(2061) Anza est un astéroïde Amor découvert le 22 octobre 1960 par Henry Lee Giclas à Flagstaff.